# 衛穎
衛穎，松江華亭人，明朝軍事將領。衛青之子。宣城伯。
正統年間，襲濟南衛指揮使。明景帝繼位后，奉召入衛，參防京師保衛戰，再遷至都指揮同知。因石亨舉薦，擢署都督僉事，管五軍營右哨，后因論黃花鎮、白羊口及西直門戰功，累進都督同知。景泰三年，協鎮宣府。次年召還。天順元年，因參與奪門之變，而封宣城伯，予世券，出鎮甘肅。孛來入寇時，抵禦不及，被彈劾，英宗不予追問。明憲宗繼位后，召還，朝議奪門事變功，其以天順年間征戰有功，仍然持伯爵。成化二年，擔任遼東總兵官，后因病求罷。給事中陳鉞彈劾，下獄后寬恕。弘治年間去世，贈侯，謚壯勇。有子衛錞。